# 五辻宗子
五辻 宗子（いつつじ そうし/むねこ、生没年不詳）は、鎌倉時代末期の女官。後二条天皇の後宮。皇太子邦良親王の母。参議五辻宗親の娘。典侍。
藤原北家花山院流五辻家の出身。父は正二位参議五辻宗親（1242‐1302）。母は不詳。談天門院五辻忠子（後宇多院後宮・後醍醐天皇母）は叔母、准三宮五辻経子（伏見院後宮・後伏見天皇母）は従姉妹にあたる。
邦治親王（後の後二条天皇）に仕えて中納言典侍（ちゅうなごんのすけ/ちゅうなごんのてんじ）と称し、邦良親王・邦省親王の2皇子を産む。